# Vízipoloskák
A vízipoloskák (Nepomorpha) a rovarok (Insecta) osztályának félfedelesszárnyúak (Hemiptera) rendjéhez és a  poloskák (Heteroptera) alrendjébe tartozó alrendág.

## Rendszerezésük és a Magyarországon jelentősebb fajok
Az alrendág öt öregcsaládja:
- Corixoidea – 1 család tartozik
  - búvárpoloskák (Corixidae)

- Gelastocoroidea – 2  család tartozik
  - Gelastocoridae
  - Ochteridae

- Naucoroidea – 1 család tartozik
  - Naucoridae

- Nepoidea – 2  család tartozik
  - óriás poloskák (Belostomatidae)
  - víziskorpiók (Nepidae)
    -       - közönséges víziskorpió (Nepa cinerea)
      - vízi botpoloska (Ranatra linearis)

- Notonectoidea – 2  család tartozik
  - hanyattúszó poloskák (Notonectidae)
    -       - tarka hanyattúszó poloska (Notonecta glauca)

  - törpe vízipoloskák (Pleidae)